# Adil Shamasdin
Adil Shamasdin, né le 23 mai 1982 à Toronto, est un joueur de tennis professionnel canadien.

## Carrière
En double, Adil Shamasdin a remporté son premier titre en 2011 au tournoi de Johannesburg aux côtés de James Cerretani. La même année, il atteint sa deuxième finale à Newport avec Johan Brunström mais s'incline.
Il remporte son second titre à Casablanca en 2015 avec l'Australien Rameez Junaid. Cette année-là, il est sélectionné pour la première fois en équipe de Coupe Davis avec le Canada.

## Palmarès

### Titres en double messieurs
| No | Date       | Nom et lieu du tournoi              | Catégorie | Dotation  | Surface      | Partenaire      | Finalistes                       | Score            |          |
| -- | ---------- | ----------------------------------- | --------- | --------- | ------------ | --------------- | -------------------------------- | ---------------- | -------- |
| 1  | 31-01-2011 | SA Tennis Open Johannesburg         | ATP 250   | 442 500 $ | Dur (ext.)   | James Cerretani | Scott Lipsky Rajeev Ram          | 6-3, 3-6, [10-7] | Parcours |
| 2  | 06-04-2015 | Grand-Prix Hassan II Casablanca     | ATP 250   | 439 405 € | Terre (ext.) | Rameez Junaid   | Rohan Bopanna Florin Mergea      | 3-6, 6-2, [10-7] | Parcours |
| 3  | 21-05-2017 | Open Parc Auvergne-Rhône-Alpes Lyon | ATP 250   | 482 060 € | Terre (ext.) | Andrés Molteni  | Marcus Daniell Marcelo Demoliner | 6-3, 3-6, [10-5] | Parcours |

### Finales en double messieurs
| No | Date       | Nom et lieu du tournoi                             | Catégorie | Dotation  | Surface      | Vainqueurs                      | Partenaire      | Score             |          |
| -- | ---------- | -------------------------------------------------- | --------- | --------- | ------------ | ------------------------------- | --------------- | ----------------- | -------- |
| 1  | 04-07-2011 | Campbell’s Hall of Fame Championships Newport (RI) | ATP 250   | 442 500 $ | Gazon (ext.) | Matthew Ebden Ryan Harrison     | Johan Brunström | 4-6, 6-3, [10-6]  | Parcours |
| 2  | 01-02-2016 | Garanti Koza Sofia Open Sofia                      | ATP 250   | 463 520 $ | Dur (int.)   | Wesley Koolhof Matwé Middelkoop | Philipp Oswald  | 5-7, 7-69, [10-6] | Parcours |
| 3  | 11-07-2016 | Hall of Fame Tennis Championships Newport (RI)     | ATP 250   | 515 025 $ | Gazon (ext.) | Sam Groth Chris Guccione        | Jonathan Marray | 6-4, 6-3          | Parcours |

## Parcours dans les tournois duGrand Chelem

### En double
| Année | Open d'Australie             | Open d'Australie             | Internationaux de France      | Internationaux de France     | Wimbledon                    | Wimbledon                    | US Open                    | US Open                  |
| ----- | ---------------------------- | ---------------------------- | ----------------------------- | ---------------------------- | ---------------------------- | ---------------------------- | -------------------------- | ------------------------ |
| 2010  | —                            | —                            | 1er tour (1/32) J. Cerretani  | G. Monfils J. Ouanna         | —                            | —                            | —                          | —                        |
| 2011  | —                            | —                            | 1er tour (1/32) J. Cerretani  | R. Lindstedt Horia Tecău     | 2e tour (1/16) C. Guccione   | C. Ball S. González          | 1er tour (1/32) I. Zelenay | J. I. Chela E. Schwank   |
| 2012  | 2e tour (1/16) P. Marx       | A.-U.-H. Qureshi J.-J. Rojer | 2e tour (1/16) Björn Phau     | A.-U.-H. Qureshi J.-J. Rojer | —                            | —                            | —                          | —                        |
| 2013  | —                            | —                            | —                             | —                            | —                            | —                            | —                          | —                        |
| 2014  | —                            | —                            | —                             | —                            | —                            | —                            | —                          | —                        |
| 2015  | 1er tour (1/32) M. Jaziri    | R. Lindstedt M. Matkowski    | 1er tour (1/32) R. Junaid     | J.-J. Rojer Horia Tecău      | 1er tour (1/32) R. Junaid    | D. Inglot É. Roger-Vasselin  | 1/8 de finale P. Oswald    | Jamie Murray John Peers  |
| 2016  | 1er tour (1/32) P. Oswald    | Eric Butorac Scott Lipsky    | —                             | —                            | 1/4 de finale J. Marray      | T. C. Huey Max Mirnyi        | 1er tour (1/32) M. Kližan  | Bob Bryan Mike Bryan     |
| 2017  | 1er tour (1/32) A. Mannarino | P.-H. Herbert Nicolas Mahut  | 1/8 de finale A. Molteni      | Julio Peralta H. Zeballos    | 1er tour (1/32) Leander Paes | Julian Knowle Philipp Oswald | 1er tour (1/32) A. Molteni | John Millman Ken Skupski |
| 2018  | 1er tour (1/32) Neal Skupski | M. Daniell Dominic Inglot    | 1er tour (1/32) Sander Arends | Oliver Marach Mate Pavić     |                              |                              |                            |                          |

N.B. : le nom du ou de la partenaire se trouve sous le résultat ; le nom des ultimes adversaires se trouve à droite.

### En double mixte
| Année | Open d'Australie | Open d'Australie | Internationaux de France | Internationaux de France | Wimbledon                    | Wimbledon                      | US Open | US Open |
| ----- | ---------------- | ---------------- | ------------------------ | ------------------------ | ---------------------------- | ------------------------------ | ------- | ------- |
| 2015  | —                | —                | —                        | —                        | 1er tour (1/32) G. Dabrowski | É. Roger-Vasselin Alizé Cornet | —       | —       |

N.B. : le nom de la partenaire se trouve sous le résultat ; le nom des ultimes adversaires se trouve à droite.

## Classement ATP en fin de saison
| Année | 2001 | 2002 | 2003 | 2004 | 2005 | 2006 | 2007 | 2008 | 2009 | 2010 | 2011 | 2012 | 2013 | 2014 | 2015 | 2016 | 2017 | 2018 | 2019 | 2020 |
| Rang  | 1537 | -    | -    | -    | -    | 1050 | -    | 454  | 182  | 87   | 61   | 98   | 120  | 75   | 69   | 68   | 62   | 145  | 138  | 196  |

Source : (en) Classements de Adil Shamasdin sur le site officiel de la Fédération internationale de tennis